# Ulrich Wetzel
Ulrich Wetzel (* 11. November 1956 in Ingolstadt) ist ein deutscher Jurist, Richter und Darsteller in den Gerichtsshows Ulrich Wetzel – Das Strafgericht, Ulrich Wetzel – Das Jugendgericht und Ulrich Wetzel – Der Ermittlungsrichter.

## Leben
Ulrich Wetzel besuchte die Leibnizschule in Offenbach am Main. Er absolvierte von 1976 bis 1977 ein Jurastudium in Würzburg, wo er der Landsmannschaft Teutonia Würzburg beitrat, bevor er 1979 an die Johann Wolfgang Goethe-Universität nach Frankfurt am Main wechselte. Dort legte er 1983 sein erstes juristisches Staatsexamen ab. Dem folgte ein Referendariat und ein zweites Staatsexamen, bis er am 31. März 1987 als Rechtsanwalt zugelassen wurde. In Frankfurt war er bis Herbst 1990 in einer zivilrechtlich ausgerichteten Kanzlei tätig und wurde am 28. September 1990 vom hessischen Justizministerium zum Richter auf Probe ernannt.
Anschließend arbeitete Wetzel für ein Jahr beim Amtsgericht Wetzlar, bis er im Januar 1992 als Straf- und Schöffenrichter an das Amtsgericht Frankfurt am Main in die Abteilung Umweltschutz, Steuer- und Zollstrafsachen, Rauschgiftverfahren und Sonderordnungswidrigkeiten nach Frankfurt am Main zurückkehrte. Dort wurde er am 15. Januar 1993 zum Richter auf Lebenszeit ernannt. Vom 2. September 2002 bis 2008 spielte er den Richter in der pseudo-dokumentarischen Gerichtsshow Das Strafgericht auf RTL. Im Anschluss arbeitete er als Richter am Amtsgericht Friedberg (Hessen). Von Februar 2011 bis Mai 2022 war er Direktor des Amtsgerichts Seligenstadt, anschließend ging er in Pension. Seit dem 10. Oktober 2022 ist er erneut als Vorsitzender Richter in der Neuauflage bei RTL unter dem Titel Ulrich Wetzel – Das Strafgericht zu sehen. Seit April 2023 spielt Wetzel auch als Richter in der Neuauflage von Das Jugendgericht bei RTL mit, welches unter dem Titel Ulrich Wetzel – Das Jugendgericht ausgestrahlt wird.
Wetzel lernte in der Sendung Das Strafgericht seine Frau kennen, die als Komparsin eine Richterin spielte. Sie leben in Offenbach am Main.